# 护羌校尉
護羌校尉是西漢漢武帝攻取河西四郡後於元鼎六年（前111年）設置的管理羌族事務的官職，下屬官職有長史、司馬等。治所先後位於狄道、安夷（青海樂都西）、臨羌（青海湟源東南）、小張掖（武威市张义镇）。東漢時沿用此官職。西晉晉惠帝時期該官職職能並入涼州刺史。
到北魏宣武帝元恪时，元燮认为華州官署所在地李潤堡是北魏建國初年護羌校尉的小城堡。

## 長官
- 辛通：？[3]－元始三年（3年）
- 溫序：建武六年（30年）[4]
- 牛邯：建武九年（33年）[5]
- 竇林：永平元年（58年）[6]－永平二年（59年）[7]
- 吴棠：建初元年（76年）[8]－建初二年（77年）
- 傅育：建初二年（77年）[9]－章和元年（87年）[10]
- 劉盱（一作張紆繡[11]或張紆[12]）：章和元年（87年）－永元元年（89年）[13]
- 鄧訓：永元元年（89年）[14]－永元四年（92年）
- 聂尚：永元四年（92年）[15]－永元五年（93年）
- 貫友：永元五年（93年）[16]－永元八年（96年）
- 史充：永元八年（96年）[17]－永元九年（97年）
- 吴祉：永元九年（97年）[18]－永元十二年（100年）
- 周鮪：永元十二年（100年）[19]－永元十四年（102年）
- 侯霸：永元十四年（102年）[20]－永初二年（108年）
- 段禧：永初二年（108年）[21]－永初四年（110年）
- 侯霸：永初四年（110年）[22]－元初元年（114年）
- 龐參：元初元年（114年）[23]－元初二年（115年）
- 任尚：元初四年（117年）[24]在位
- 马贤：永寧元年（120年）[25]－永建四年（129年）
- 韓皓：永建四年（129年）[26]－？
- 馬續：？[27]－永和元年（136年）[28]。陽嘉三年（134年）[29]在位
- 马贤：永和元年（136年）[30]－永和四年（139年）[31]
- 胡疇[32]
- 趙沖：漢安元年（142年）[33]－建康元年（144年）[34]
- 卫瑶（一作衛琚[35]）：建康元年（144年）[36]－？
- 张貢：永嘉元年（145年）[37]－永壽元年(155年）
- 第五訪：永壽元年(155年）[38]－延熹二年（159年）
- 段熲：延熹二年（159年）[39]－延熹四年（161年）
- 胡闳：延熹四年（161年）[40]－延熹六年（163年）
- 段熲：延熹六年（163年）[41]－？。建寧元年（168年）[42]在位
- 皇甫規：？[43]－熹平三年(174年）
- 田晏[44]
- 泠征（一作伶徵[45]）：？－中平元年（184年）[46]
- 夏育：中平元年（184年）[47]－？
- 楊瓚：初平元年（190年）[48]在位
- 王琰[49]
- 杜畿：？[50]－建安十年（205）
- 蘇則：黄初元年（220年）[51]－？
- 温恢：约黄初四年（223年）[52]。死于赴任途中
- 徐邈：约太和二年（228年）[53]－正始元年（240年）
- 李憙[54]
- 彭祈：？－太康十年三月癸酉（289年4月15日）[55]
- 胡喜[56]
- 張軌：永甯初[57]－建兴二年五月壬辰（314年6月22日）
- 张寔：建興初[58]－太興三年六月丁酉（320年7月25日）
- 张骏、张重华、张玄靓、張天錫：前凉君主
- 呂光：后凉君主
- 李暠、李歆：西凉君主
- 沮渠挐：永安十一年（411年）[59]
- 沮渠益子：永安十一年（411年）[60]－？